# 安东尼·布鲁克
安东尼·布鲁克 （1912年12月10日—2011年3月2日），全名安东尼·华特·戴里尔·布鲁克，是砂拉越王国的末代王储。

## 简历
安东尼·布鲁克在英国长大，曾在伊顿公学、剑桥大学三一学院和伦敦大学亚非学院求学。1930年代，他在砂拉越的多个政府部门担任过公务员，其中包括土地与注册局、地方法院等部门。
1941年11月，他入伍参英军，第二次世界大战期间在锡兰担任东南亚司令部情报部队中尉，并在1944至1945年间担任英国的砂拉越特别专员。
安东尼·布鲁克在1937年8月25日被封赐为王储（英语：Rajah Muda of Sarawak），成为砂拉越王国拉者顺位继任者，并获得“殿下”（英语：His Highness）头衔。1939至1940年间，他在时任拉者出国期间负责统治砂拉越王国。拉者维纳·布鲁克在1940年1月17日剥夺了安东尼·布鲁克的继任权及“殿下”头衔，并于1941年9月将他驱逐出砂拉越。起因为安东尼·布鲁克与平民凯瑟琳·哈登的婚事并不受认可。凯瑟琳·哈登是砂拉越政府官员的妹妹。
1944年，安东尼·布鲁克重获继位权及头衔，却又在1945年10月12日再次被剥夺。

## 个人生活
安东尼·布鲁克的第一任妻子为凯瑟琳·玛丽·哈登（英语：Kathleen Mary Hudden，1907年－1981年）。他们共有三个孩子：
1. 詹姆士·伯特伦·莱昂内尔·布鲁克（英语：James Bertram Lionel Brooke，1940年8月16日－2017年5月27日）：砂拉越协会（The Sarawak Association）终身会员、布鲁克遗产基金会主席、大不列颠及爱尔兰皇家亚洲学会学者（Fellows of the Royal Asiatic Society，简称 FRAS）。第一任妻子为维多利亚·霍尔兹沃斯（英语：Victoria Holsworth，1949年－）。第二任妻子为凯伦·玛丽·拉宾（英语：Karen Mary Lappin，1955年－）。两人于苏格兰爱丁堡共育两个儿子：
  -     - 劳伦斯·尼古拉·布鲁克（英语：Laurence Nicholas Brooke，1983年－，生于英国伦敦）  在苏格兰爱丁堡Bruntsfield小学求学，后转爱尔兰都柏林高中（The High School）升学。
    - 杰森·德斯蒙德·安东尼·布鲁克（英语：Jason Desmond Anthony Brooke，1985年4月22日－，生于英国伦敦）  同在苏格兰爱丁堡Bruntsfield小学求学，后转爱尔兰都柏林高中（The High School）升学。在都柏林大学学院完成英文文学本科，后来获得都柏林三一学院国际关系硕士学位。目前担任布鲁克遗产基金会主席。
2. 安其拉·卡罗尔·布鲁克（英语：Angela Carole Brooke，1942年8－1986年）
3. 希里亚·玛格烈达·布鲁克（英语：Celia Margaret Brooke，1944年11月3日－2011年12月17日）

安东尼·布鲁克在2011年3月2日于新西兰旺加努伊逝世。2013年9月21日，其骨灰由孙子杰森·布鲁克安葬于砂拉越古晋布鲁克家族墓地。